# Stichoplastoris angustatus
Stichoplastoris angustatus is een spinnensoort in de taxonomische indeling van de vogelspinnen (Theraphosidae).
Het dier behoort tot het geslacht Stichoplastoris. De wetenschappelijke naam van de soort werd voor het eerst geldig gepubliceerd in 1955 door Otto Kraus.